# 第一次數學危機
第一次数学危机起因于无理数{\displaystyle {\sqrt {2}}}的发现。在第一次数学危机中，因为发现腰长为1的等腰直角三角形的斜边长度无法写成有理数，从而引申出日后的无理数概念。它的发現使人们对数的认识更进一步。

## 背景
古希腊的毕达哥拉斯学派信奉“数即万物”，并认为宇宙间各种不同的关系都可以用整数或整数之比来表达。

## 经过
属于毕达哥拉斯学派的希帕索斯发现边长为1的正方形的对角线长度不能用整数或分数来表达。于是毕达哥拉斯学派对这个新发现的“怪数”保密，可希帕索斯则无意中泄露了这个发现，相傳他因此被毕达哥拉斯学派的人扔进大海淹死。
希帕索斯被淹死是多个传说中一个，另还有被众神（毕达哥拉斯学派信仰的数字之神）判处淹死，以及开除学派等说法。

## 结果
无理数的发现，极大地推动了数学的发展。

## 外部連結
- 數裡天地 （页面存档备份，存于）